# شيموس باتيسون
شيموس باتيسون (بالإنجليزية: Séamus Pattison)‏ (و. 1936 – م) هو سياسي من جمهورية أيرلندا .